# Recopa d'Europa de futbol 1981-82
La Recopa d'Europa de futbol 1981-82 fou la vint-i-dosena edició de la Recopa d'Europa de futbol. La final fou guanyada pel FC Barcelona davant de l'Standard Liège, al Camp Nou.

## Ronda preliminar
| Equip 1                   | Global | Equip 2                  | Anada | Tornada |
| ------------------------- | ------ | ------------------------ | ----- | ------- |
| FCU Politehnica Timişoara | 2-5    | 1. FC Lokomotive Leipzig | 2-0   | 0-5     |

## Primera ronda
| Equip 1                  | Global | Equip 2                  | Anada | Tornada |
| ------------------------ | ------ | ------------------------ | ----- | ------- |
| Fram                     | 2-5    | Dundalk FC               | 2-1   | 0-4     |
| Ajax Amsterdam           | 1-6    | Tottenham Hotspur FC     | 1-3   | 0-3     |
| FC SKA Rostov-on-Don     | 5-0    | Ankaragücü               | 3-0   | 2-0     |
| Eintracht Frankfurt      | 2(p)-2 | PAOK FC                  | 2-0   | 0-2(pr) |
| Swansea City FC          | 1-3    | 1. FC Lokomotive Leipzig | 0-1   | 1-2     |
| Jeunesse Esch            | 2-7    | Velež                    | 1-1   | 1-6     |
| Dukla Praga              | 4-2    | Rangers FC               | 3-0   | 1-2     |
| FC Barcelona             | 4-2    | Trakia Plovdiv           | 4-1   | 0-1     |
| Vålerenga I.F.           | 3-6    | Legia Varsòvia           | 2-2   | 1-4     |
| Lausanne Sports          | 4(c)-4 | Kalmar FF                | 2-1   | 2-3     |
| FC KooTeePee             | 0-5    | SC Bastia                | 0-0   | 0-5     |
| FC Dinamo Tbilisi        | 4-2    | Grazer AK                | 2-0   | 2-2     |
| Enosis Neon Paralimni FC | 1-8    | Vasas SC                 | 1-0   | 0-8     |
| Floriana FC              | 1-12   | Standard Liège           | 1-3   | 0-9     |
| Vejle BK                 | 2-4    | FC Porto                 | 2-1   | 0-3     |
| Ballymena United FC      | 0-6    | AS Roma                  | 0-2   | 0-4     |

## Segona ronda
| Equip 1                  | Global | Equip 2              | Anada | Tornada |
| ------------------------ | ------ | -------------------- | ----- | ------- |
| Dundalk FC               | 1-2    | Tottenham Hotspur FC | 1-1   | 0-1     |
| FC SKA Rostov-on-Don     | 1-2    | Eintracht Frankfurt  | 1-0   | 0-2     |
| 1. FC Lokomotive Leipzig | 2(p)-2 | Velež                | 1-1   | 1-1(pr) |
| Dukla Praga              | 1-4    | FC Barcelona         | 1-0   | 0-4     |
| Legia Varsòvia           | 3-2    | Lausanne Sports      | 2-1   | 1-1     |
| SC Bastia                | 2-4    | FC Dinamo Tbilisi    | 1-1   | 1-3     |
| Vasas SC                 | 1-4    | Standard Liège       | 0-2   | 1-2     |
| FC Porto                 | 2-0    | AS Roma              | 2-0   | 0-0     |

## Quarts de final
| Equip 1                  | Global | Equip 2             | Anada | Tornada |
| ------------------------ | ------ | ------------------- | ----- | ------- |
| Tottenham Hotspur FC     | 3-2    | Eintracht Frankfurt | 2-0   | 1-2     |
| 1. FC Lokomotive Leipzig | 2-4    | FC Barcelona        | 0-3   | 2-1     |
| Legia Varsòvia           | 0-2    | FC Dinamo Tbilisi   | 0-1   | 0-1     |
| Standard Liège           | 4-2    | FC Porto            | 2-0   | 2-2     |

## Semifinals
| Equip 1              | Global | Equip 2        | Anada | Tornada |
| -------------------- | ------ | -------------- | ----- | ------- |
| Tottenham Hotspur FC | 1-2    | FC Barcelona   | 1-1   | 0-1     |
| FC Dinamo Tbilisi    | 0-2    | Standard Liège | 0-1   | 0-1     |

## Final
El FC Barcelona sumà la seva segona Recopa d'Europa en derrotar el Standard de Lieja per 2 a 1 al seu propi estadi, que per segona vegada era escenari de la final d'aquesta competició.
| FC Barcelona             | 2 - 1 | Standard Liège   |
| ------------------------ | ----- | ---------------- |
| Simonsen 44' · Quini 63' |       | Vandersmissen 7' |

| Guanyador de la Recopa d'Europa 1981-82 |
| --------------------------------------- |
| FC Barcelona Segon títol                |